# Le Bailleul
Le Bailleul is een gemeente in het Franse departement Sarthe (regio Pays de la Loire). De plaats maakt deel uit van het arrondissement La Flèche. Le Bailleul telde op 1 januari 2022 1.217 inwoners.

## Geografie
De oppervlakte van Le Bailleul bedroeg op 1 januari 2022 27,46 vierkante kilometer; de bevolkingsdichtheid was toen 44,3 inwoners per km².

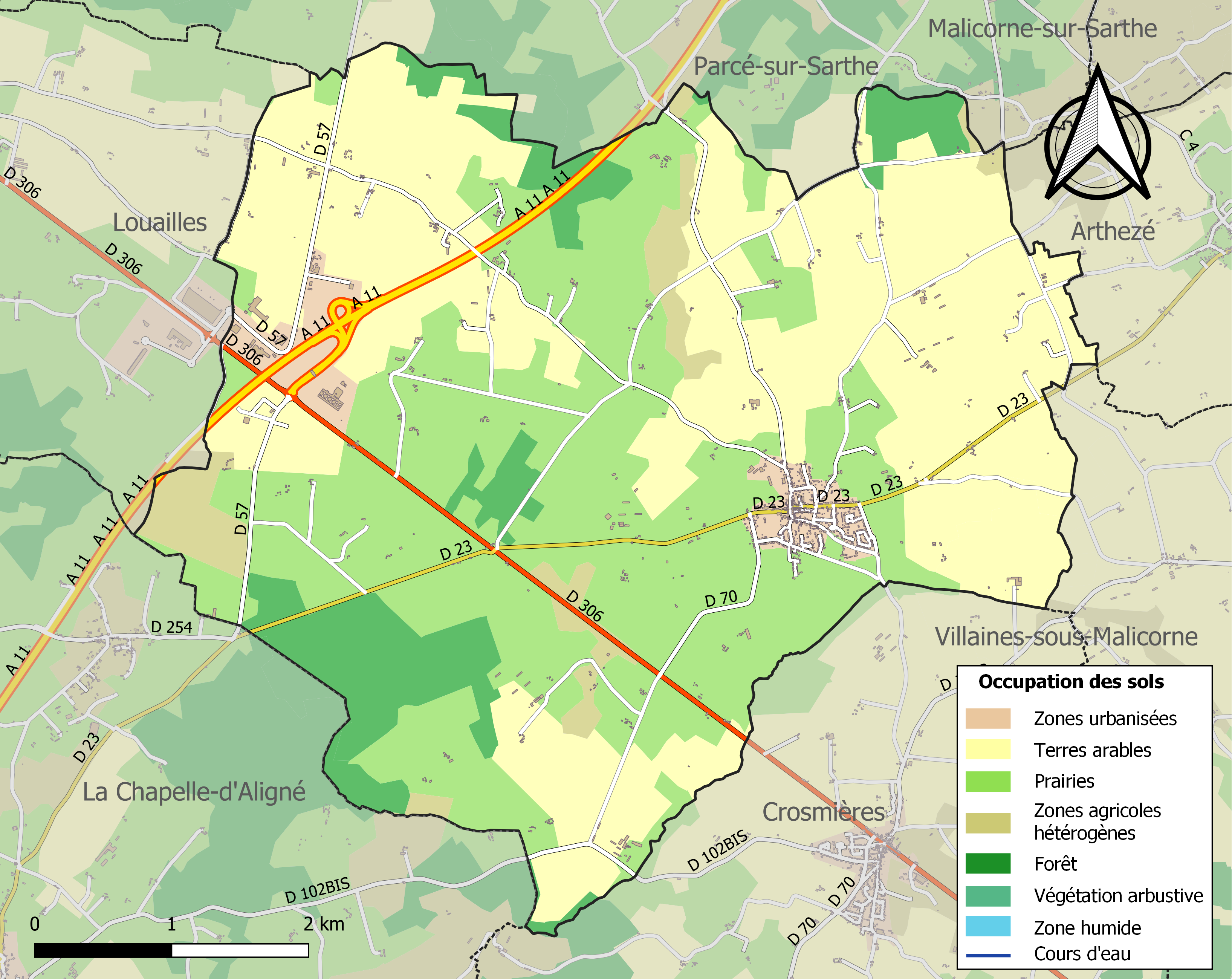
Kaart van de gemeente met de belangrijkste infrastructuur, bodemgebruik en omliggende gemeenten

## Demografie
Onderstaande figuur toont het verloop van het inwonertal (bron: INSEE-tellingen).